# Бароне, Сайо
Кайо Албадо Бароне (порт.-браз. Caio Albado Barone; род. 4 мая 2006) — бразильский футболист, вратарь клуба «Фламенго».

## Клубная карьера
Валим — воспитанник клуба «Фламенго».

## Международная карьера
В 2023 году в составе юношеской сборной Бразилии Бароне стал победителем юношеского чемпионата Южной Америки в Эквадоре. На турнире он был запасным и на поле не вышел.

## Достижения
Международные
 Бразилия (до 17)
- Победитель юношеского чемпионата Южной Америки — 2023